# گابریل لاندسکوگ
گابریل لاندسکوگ (انگلیسی: Gabriel Landeskog؛ زادهٔ ۲۳ نوامبر ۱۹۹۲) بازیکن هاکی روی یخ اهل سوئد است. وی همچنین از برندگان مدال‌های بازی‌های المپیک زمستانی است.